# Megophrys wuliangshanensis
Megophrys wuliangshanensis es una especie de anfibios de la familia Megophryidae.

## Distribución geográfica
Se encuentra en la provincia china de Yunnan, en los estados indios de Nagaland, Assam y Manipur, y, posiblemente, en la zona adyacente de Birmania.